# Olidiana curta
Olidiana curta är en insektsart som beskrevs av Nielson 1982. Olidiana curta ingår i släktet Olidiana och familjen dvärgstritar. Inga underarter finns listade i Catalogue of Life.